# Meussia
Meussia – miejscowość i gmina we Francji, w regionie Burgundia-Franche-Comté, w departamencie Jura.
Według danych na rok 1990 gminę zamieszkiwały 393 osoby, a gęstość zaludnienia wynosiła 29 osób/km² (wśród 1786 gmin Franche-Comté Meussia plasuje się na 383. miejscu pod względem liczby ludności, natomiast pod względem powierzchni na miejscu 266.).